# Brisas
Brisas è un distretto della Costa Rica facente parte del cantone di Alfaro Ruiz, nella provincia di Alajuela.